# Grand hotel Astoria
Grand hotel Astoria (Week-End at the Waldorf) è un film statunitense del 1945 diretto da Robert Z. Leonard.
Il film è basato sul romanzo Grand Hotel (1929) della scrittrice austriaca Vicki Baum, su cui è basato anche il film Grand Hotel (1932).